# 张步
張步（前1世紀—32年），字文公，徐州琅邪郡不其县人。是新朝到东汉初期割据在中国東部沿海的军阀。弟張弘、張藍、張壽。

## 生平
地皇3年（22年），刘秀起兵时，張步率数千兵起兵，自称五威将軍割据琅邪郡。更始元年（23年），更始帝劉玄派遣部将王閎为琅邪郡太守，張步抵制他的赴任。期間，梁王劉永脱离更始帝自立，劉永任命張步为輔漢大将軍，封忠節侯，听其攻略青州刺史部、徐州刺史部。張步接受了，駐屯北海郡劇地，任命弟張弘为衛将軍、次弟張藍为玄武大将軍、幼弟張壽为高密郡太守。张步攻下了泰山、東莱、城陽、膠東、北海、济南、齐郡諸郡。以前和他敵对的王閎也与之和解。張歩委以王閎琅邪郡事務，事实上成为他的幕僚。
建武二年（26年），汉世祖光武皇帝劉秀遣太中大夫伏隆到青州、徐州招抚張步归属。建武三年（27年），光武帝再派昇進光禄大夫的伏隆任命張步为東莱太守。而劉永封張步为齐王，张步请东汉朝廷封他王他就投降。伏隆说高祖劉邦白馬之約非刘氏莫王，張步殺害伏隆，称齐王，归属劉永，後接受彭寵的結盟。
同年，劉永战死，張步想擁立劉紆和劉永一样为天子，自号定漢公。但是，張步幕僚王閎说因为劉永尊奉更始帝，故山東官民服从于他，如果拥立他的儿子为天子，齐人多谋多疑，将招来衆人之疑，張步便放弃了这个动作。本来劉永已自称天子，劉紆作为後繼当然也是天子，但王閎判断劉紆比劉永更缺少人望，且经验不足，劉紆不敢贸然称帝。
建武五年（29年）10月，漢建威大将軍耿弇讨伐張步，在历下（济南郡历城县）斩杀張步部将費邑，进军臨淄县（齐郡）。張步求救于盟友蘇茂的援軍，他以为耿弇兵寡遠来应该疲劳，所以单独先制攻擊，結果惨敗，張步败走劇县，光武帝亲率軍队進擊，张步逃往北海郡的平壽。蘇茂責備張步不应贸然出战。光武帝派遣使者对张步、苏茂说谁要是杀了对方投降，就封谁为列侯。張步杀害蘇茂，献首級而降。光武帝封張步为安丘侯，其一族迁至洛陽。
建武八年（32年），張步与妻、子逃到臨淮郡，与弟張弘、張藍共出海上，纠集部下，琅邪太守陳俊追擊，把他们全部誅殺。

## 延伸阅读
[在维基数据编辑]
 《後漢書·卷12》，出自范晔《後漢書》